# Queen's Club Championships 1973
I Queen's Club Championships 1973 sono stati un torneo di tennis giocato sull'erba. È stata l'83ª edizione dei Queen's Club Championships e faceva parte del Commercial Union Assurance Grand Prix 1973 e del Women's International Grand Prix 1973. Si è giocato al Queen's Club di Londra in Inghilterra, dal 18 al 23 giugno 1973.

## Campioni

### Singolare maschile
Ilie Năstase ha battuto in finale  Roger Taylor 9–8, 6–3.

### Singolare femminile
Ol'ga Morozova ha battuto in finale  Evonne Goolagong con il punteggio di 6–2, 6–3.

### Doppio maschile
Tom Okker /  Marty Riessen hanno battuto in finale  Ray Keldie /  Raymond Moore con il punteggio di 6–4, 7–5.

### Doppio femminile
Billie Jean King /  Rosie Casals hanno battuto in finale  Françoise Dürr /  Betty Stöve con il punteggio di 5–7, 6–0, 6–2.